# Laetesia pseudamoena
Laetesia pseudamoena är en spindelart som beskrevs av A. David Blest och Vink 2003. Laetesia pseudamoena ingår i släktet Laetesia och familjen täckvävarspindlar. Inga underarter finns listade i Catalogue of Life.